# Vandspidsmus
Vandspidsmus (Neomys fodiens) er en insektæder, der tilhører Spidsmusefamilien. Den er op til 10 cm lang fra snude til halerod (dertil halen, der måler 5-8 cm). Den har en kort pels, der er sort på oversiden og oftest hvid på undersiden med en skarp grænselinje mellem de to sider. Ofte er halespidsen hvid (dog kun sjældent i Danmark). Dyret lever bl.a. af insekter, orme og andre smådyr samt undertiden større dyr som frøer og fugle.
Spidsmusen er vidt udbredt i det meste af Europa samt en del af Asien (det nordlige Lilleasien, det vestlige samt stillehavskysten af Sibirien og Koreahalvøen). Den er udbredt i hele Danmark. Den er vurderet som næsten truet på den danske rødliste 2019.
Den findes i flere forskellige omgivelser - især ved søer og vandløb, men også i skov, hegn og enge. De spidsmus, man finder længst fra vand, er som regel unge dyr.
Vandspidsmusen bygger typisk rede i enten huler under jorden eller i hule træer op til tre meters højde. Den er især aktiv om natten, men kan også ses om dagen. Når dyrene jager, sker det af og til i grupper.
Vandspidsmusens spyt er giftigt hvilket gør den til et af de få giftige pattedyr, men den er i praksis ikke i stand til at gennembryde skindet på større dyr eller mennesker.